# Grammy Award for Best New Country & Western Artist
Der Grammy Award for Best New Country & Western Artist, auf Deutsch „Grammy-Auszeichnung für den besten neuen Country- und Westernkünstler“, ist ein Musikpreis, der 1965 und 1966 von der amerikanischen Recording Academy im Bereich Western Music verliehen wurde.

## Geschichte und Hintergrund
Die seit 1959 verliehenen Grammy Awards werden jährlich in zahlreichen Kategorien von der Recording Academy in den Vereinigten Staaten vergeben, um künstlerische Leistung, technische Kompetenz und hervorragende Gesamtleistung ohne Rücksicht auf die Album-Verkäufe oder Chart-Position zu würdigen.
Eine dieser Kategorien war der Grammy Award for Best New Country & Western Artist. Der Preis wurde nur in den Jahren 1965 und 1966 vergeben.

## Gewinner und Nominierte
| Jahr | Gewinner             | Nationalität       | Nominierte | Bild des/der Gewinner(s) |
| ---- | -------------------- | ------------------ | ---------- | ------------------------ |
| 1965 | Roger Miller         | Vereinigte Staaten |            |                          |
| 1966 | The Statler Brothers | Vereinigte Staaten |            |                          |